# Ministère de la Protection de l'environnement
Cet article concerne un ministère serbe. Pour son équivalent néo-zélandais, voir Ministère de la Protection de l'Environnement (Nouvelle-Zélande). Pour son équivalent en ex-RDA, voir Ministère de la Protection de l'environnement de la RDA.
Le ministère de la Protection de l'Environnement (en serbe cyrillique : Министарство заштите животне средине ; en serbe latin : Ministarstvo zaštite životne sredine) est le département ministériel du gouvernement serbe chargé de la protection de l'environnement en Serbie.

## Organisation
Le ministère s'organise autour de plusieurs sections ou départements :
- la Section des ressources naturelles ;
- la Section des mines et de la géologie ;
- le Département de l'aménagement du territoire ;
- le Département de l'intégration européenne, de la coopération internationale et des projets.

## Liste des ministres
| Ministre                                                                        | Parti                                        | Parti                                        | Dates                                        | Gouvernement                                 |                                              |
| Ministre de la Protection de l'environnement                                    | Ministre de la Protection de l'environnement | Ministre de la Protection de l'environnement | Ministre de la Protection de l'environnement | Ministre de la Protection de l'environnement | Ministre de la Protection de l'environnement |
| ------------------------------------------------------------------------------- | -------------------------------------------- | -------------------------------------------- | -------------------------------------------- | -------------------------------------------- | -------------------------------------------- |
| Pavle Todorović                                                                 |                                              | SPS                                          | 31/07/1991 - 18/03/1994                      | Zelenović, Božović et Šainović               |                                              |
| Jordan Aleksić                                                                  |                                              | SPS                                          | 18/03/1994 - 24/03/1998                      | Marjanović                                   |                                              |
| Branislav Blažić                                                                |                                              | SRS                                          | 24/03/1998 - 24/10/2000                      | Marjanović                                   |                                              |
| Mila Rosić                                                                      |                                              | SPS                                          | 24/10/2000 - 25/01/2001                      | Minić                                        |                                              |
| Ministre des Ressources naturelles et de la Protection de l'environnement       |                                              |                                              |                                              |                                              |                                              |
| Anđelka Mihajlov                                                                |                                              | DS                                           | 13/06/2002 - 03/03/2004                      | Đinđić et Živković                           |                                              |
| Ministre de la Protection de l'environnement                                    |                                              |                                              |                                              |                                              |                                              |
| Saša Dragin                                                                     |                                              | DS                                           | 15/05/2007 - 07/07/2008                      | Koštunica II                                 |                                              |
| Ministre de l'Environnement et de l'Aménagement du territoire                   |                                              |                                              |                                              |                                              |                                              |
| Oliver Dulić                                                                    |                                              | DS                                           | 07/07/2008 - 14/03/2011                      | Cvetković                                    |                                              |
| Ministre de l'Environnement, des Mines et de l'Aménagement du territoire        |                                              |                                              |                                              |                                              |                                              |
| Oliver Dulić                                                                    |                                              | DS                                           | 14/03/2011 - 27/07/2012                      | Cvetković                                    |                                              |
| Ministre des Ressources naturelles, des Mines et de l'Aménagement du territoire |                                              |                                              |                                              |                                              |                                              |
| Milan Bačević                                                                   |                                              | SNS                                          | 27/07/2012 - 27/04/2014                      | Dačić                                        |                                              |
| Poste absorbé dans le ministère de l'Exploitation minière et de l'Énergie       |                                              |                                              |                                              |                                              |                                              |
| Ministre de la Protection de l'environnement                                    |                                              |                                              |                                              |                                              |                                              |
| Goran Trivan                                                                    |                                              | SPS                                          | 29/06/2017 - 28/10/2020                      | Brnabić I                                    |                                              |
| Irena Vujović                                                                   |                                              | SNS                                          | depuis le 28/10/2020                         | Brnabić II, III et Vučević                   |                                              |